# Eダンスアカデミー
『Eダンスアカデミー』（イーダンスアカデミー）は、NHK教育テレビジョン（NHK Eテレ）で2013年4月5日から2022年3月26日まで、放送されていたダンス教育番組である。EXILEの冠番組で、番組名のEは「Eテレ」と「EXILE」のEである。略称は「Eアカ」など。派生番組として『EXダンス体操』や『Eダンスアカデミー・選』がある。

## 概要
EXILEのメンバーが講師となり、2011年に改訂された学習指導要領で必修となったダンスをこどもたちに楽しくわかりやすくレクチャーする番組。出演しているこどもたちはダンス初心者の小学生。ダンスレッスンだけでなく、こどもたちのキャラクターや成長過程に焦点を当てたコーナーもある。
2012年8月にパイロット版として2回放送された。
2013年4月より24回放送された。同年10月に放送は終了したが、同月からアンコール放送として再放送された。
2014年4月よりシーズン2が開始され、24回放送された。
2015年4月よりシーズン3が放送開始され、通年での放送となった。2016年4月よりシーズン4を、2017年4月よりシーズン5を、2018年4月よりシーズン6を放送している。
2019年4月よりシーズン7を放送。講師のTETSUYAが膝の治療に専念するため、5月31日放送回をもって番組出演を休止した。6月より代役としてGENERATIONSの小森隼が臨時講師を務めた。10月4日放送回で復帰した。
2020年4月よりシーズン8がスタートし2021年度からシーズン9が始まった。
2022年3月をもって放送終了となり9年間の歴史に幕を下ろした。

## 放送時間
日本標準時 (JST)
- NHK教育テレビジョン
  - シーズン1（2013年度）、シーズン2（2014年度）、シーズン3（2015年度）
    - 本放送：金曜 18:55 - 19:25
    - 再放送：土曜 9:30 - 11:00

  - シーズン4（2016年度）、シーズン5（2017年度）、シーズン6（2018年度）、シーズン7（2019年度）
    - 本放送：金曜 18:55 - 19:25
    - 再放送：土曜 9:30 - 10:00

  - シーズン8（2020年度）、シーズン9（2021年度）
    - 本放送：土曜 9:30 - 9:55
    - 再放送：木曜 19:15 - 19:40

## 出演者
- 主任講師
  - USA[注 1][注 2]
- 講師
  - TETSUYA、小森隼[注 3]
- 番組キャラクター
  - いーちゃん（声：真堂圭）

- レッスン生徒
  - パイロット版
    - 吉木海翔、安藤智花、岡田雅樹、佐藤愛起、鈴木くるみ(現AKB48)、田川蒼薫、手島汀、仲田寛晟、堀尾来夢、薮崎滴、渡辺遥斗

  - シーズン1（Eダンスキッズ1期生）
    - AIRI（仲愛理）、CHIHINA（上保千陽奈）、EIMI（齊藤映海）、GINGA（菊池銀河）、HARUKI（三上遥輝）、HIROKAZU（坂本博一、現役力士・木竜皇）、KOTARO（後藤小太郎）、NATSUME（岩崎夏芽）、RION（丹野莉恩）、SAKIHO（小柳咲歩）、SAKURA（雑賀サクラ）、SORA（鈴木双嵐）

  - シーズン2（2代目 E DANCE KIDS、2期生）
    - KAHO（石井香帆）、HARUKI（吉田はるき）、KAORUKO（石井薫子）、HIKARU（関口光）、KOHARU（三吉胡遥）、RINGO（柴田林吾）、KURUMI（鈴木くるみ）[注 4]、RUKITO（中村瑠輝人）、MINAMI（佐藤美波）[注 5]、TAIYOU（堀越太耀）、SAE（当摩紗瑛）、TAKUMA（奥澤拓馬）

  - シーズン3（三代目Eダンスキッズ）[15]
    - アオゾラ（森青空）、アリス（アリス・バットン）、カツミ（櫻井勝海）、サクラ（サクラ・トーマス）、ケニー（ケニー・グラハム）、タカラ（安川宝）、チャールズ（チャールズ・テイラー）、ニイナ（辰野新菜）、ユウスケ（奥悠輔）、マイラ（マイラ・シミズ）、ライアン（鶴岡ライアン）、リリカ（リリカ・ミヤギ）

  - シーズン4（四代目Eダンスキッズ）
    - ハルキ（吉田はるき）[注 6]、サエ（当摩紗瑛）[注 6]、サクラ（サクラ・トーマス）[注 7]、ライアン（鶴岡ライアン）[注 7]、リョウマ（大橋龍馬）、カノン（松澤可苑）、ライキ（寺澤徠稀）、クララ（宮井くらら）、カレン（佐藤楓恋）、ウィリアム（ウィリアム・テイラー）、ゲンタ（溝口元太）、ノン（渡邉音）

  - シーズン5（五代目Eダンスキッズ）
    - サクラ（サクラ・トーマス）[注 8]、クララ（宮井くらら）[注 8]、ゲンタ（溝口元太）[注 8]、ハル（太田温）、エマ（ヤマダエマ）、ナポレオン（ナポレオン・スター）、エルト（前田えると）、キンヤ（松本欣也）、エナ（藤本江奈）、リョウサイ（嶋村龍斎）、ミサキ（石井心咲）、レナ（石川令菜）

  - シーズン6（六代目Eダンスキッズ）
    - ホノカ（上田帆乃佳）、ココナ（前田心愛）、エミリ（土方エミリ）、アコ（立川杏湖）、マリアム（マリアム）、リュウタロウ（藤島隆太郎）、ニコル（吉野仁香瑠）、コウジロウ（村山光次郎）、セイヤ（大川星哉）、ジュアン（じゅあん）

  - シーズン７（七代目Eダンスキッズ）　　　
    - マリイ（小野真里衣）、コト（虹都）、ホノカ（上田帆乃佳）[注 9]、カノン（馬場夏音）、エミリ（土方エミリ）[注 9]、レナ（石川令菜）[注 10]、ハヤト（岸本颯斗）、アキト（金子晃翔）、ダイチ（谷田大地）、ニコル（吉野仁香瑠）[注 9]

  - シーズン8、シーズン9（八代目Eダンスキッズ）
    - エマリ（エマリ パーティントン）、カズマ（竹下司真）、ニコル（吉野仁香瑠）[注 11]、マリイ（小野真里衣）[注 11]、ミツキ（岡光輝）、ユウト（手塚悠翔）、ルナ（新井琉月）、レナ（石川令菜）[注 11]
    - 2021年度シーズン9は、新型コロナなどの情勢により、子役オーディションが行われなかったため、シーズン8のメンバー全員が続投となった。
    - これにより、ニコルとレナは、初の中学生ダンスキッズとなった。
    - 更にニコルは、シーズン6から異例の4シーズン目である。

- EXダンス体操（ダンサー）
  - パイロット版
    - 有磯菜々花、安藤栞那、遠山りの、根岸麗華、山崎遙香

  - シーズン1
    - 秋本琉那、狐塚来愛、高橋唯蕗、松本理菜、上野日奈多

  - シーズン2
    - E-girls（SAYAKA、YURINO）、GENERATIONS from EXILE TRIBE（関口メンディー、中務裕太）

  - シーズン3
    - EXILE（関口メンディー、世界、佐藤大樹）[16]

  - シーズン4
    - GENERATIONS from EXILE TRIBE（中務裕太、小森隼）

  - シーズン5
    - E-girls（SAYAKA、山口乃々華）

  - シーズン6
    - E-girls（SAYAKA、YURINO）、GENERATIONS from EXILE TRIBE（中務裕太、小森隼）

  - シーズン7
    - E-girls / Happiness（SAYAKA）、Happiness（MIYUU）、GENERATIONS from EXILE TRIBE（中務裕太、小森隼）、THE RAMPAGE from EXILE TRIBE（与那嶺瑠唯、山本彰吾）、Girls²

## 放送リスト
- パイロット版[注 12]

| 回 | 主な内容                            | 初回放送日      | 脚注                |
| -- | ----------------------------------- | --------------- | ------------------- |
| 1  | 「Choo Choo TRAIN」振り付けレッスン | 2012年 08月24日 | [ 注 13 ] [ 注 14 ] |
| 2  | 「SUPER SHINE」振り付けレッスン     | 08月31日        | [ 注 15 ] [ 注 16 ] |

- シーズン1

| 回 | 主な内容                            | 初回放送日      | 脚注      |
| -- | ----------------------------------- | --------------- | --------- |
| 1  | 「Choo Choo TRAIN」振り付けレッスン | 2013年 04月05日 | [ 注 17 ] |
| 2  | 「Choo Choo TRAIN」振り付けレッスン | 04月12日        | [ 注 18 ] |
| 3  | 「Choo Choo TRAIN」振り付けレッスン | 04月19日        |           |
| 4  | 「Choo Choo TRAIN」振り付けレッスン | 04月26日        |           |
| 5  | 「Choo Choo TRAIN」振り付けレッスン | 05月10日        |           |
| 6  | 「Choo Choo TRAIN」振り付けレッスン | 05月17日        |           |
| 7  | 「Choo Choo TRAIN」振り付けレッスン | 05月24日        |           |
| 8  | 「Choo Choo TRAIN」振り付けレッスン | 05月31日        |           |
| 9  | 「Choo Choo TRAIN」振り付けレッスン | 06月07日        |           |
| 10 | 「Choo Choo TRAIN」振り付けレッスン | 06月14日        |           |
| 11 | 「Choo Choo TRAIN」振り付けレッスン | 06月21日        |           |
| 12 | 「Rising Sun」振り付けレッスン      | 06月28日        |           |
| 13 | 「Rising Sun」振り付けレッスン      | 07月06日        |           |
| 14 | 「Rising Sun」振り付けレッスン      | 07月26日        |           |
| 15 | 「Rising Sun」振り付けレッスン      | 08月02日        |           |
| 16 | 「Rising Sun」振り付けレッスン      | 08月09日        | [ 注 19 ] |
| 17 | 「Rising Sun」振り付けレッスン      | 08月23日        |           |
| 18 | 「Rising Sun」振り付けレッスン      | 08月23日        | [ 注 20 ] |
| 19 | 「Rising Sun」振り付けレッスン      | 08月30日        |           |
| 20 | 「Rising Sun」振り付けレッスン      | 09月06日        |           |
| 21 | 「Rising Sun」振り付けレッスン      | 09月13日        |           |
| 22 | 「Rising Sun」振り付けレッスン      | 09月20日        |           |
| 23 | 「Rising Sun」振り付けレッスン      | 09月27日        |           |
| 24 | 観客の前で披露・1期生卒業式         | 10月04日        |           |

- シーズン2

| 回 | 主な内容                           | 初回放送日      | 脚注 |
| -- | ---------------------------------- | --------------- | ---- |
| 1  | 「I Wish For You」振り付けレッスン | 2014年 04月04日 |      |
| 2  | 「I Wish For You」振り付けレッスン | 04月11日        |      |
| 3  | 「I Wish For You」振り付けレッスン | 04月18日        |      |
| 4  | 「I Wish For You」振り付けレッスン | 04月25日        |      |
| 5  | 「I Wish For You」振り付けレッスン | 05月09日        |      |
| 6  | 「I Wish For You」振り付けレッスン | 05月16日        |      |
| 7  | 「I Wish For You」振り付けレッスン | 05月23日        |      |
| 8  | 「I Wish For You」振り付けレッスン | 05月30日        |      |
| 9  | 「I Wish For You」振り付けレッスン | 06月06日        |      |
| 10 | 「I Wish For You」振り付けレッスン | 06月13日        |      |
| 11 | 「I Wish For You」振り付けレッスン | 06月20日        |      |
| 12 | 「I Wish For You」振り付けレッスン | 06月27日        |      |
| 13 | 「VICTORY」振り付けレッスン        | 06月04日        |      |
| 14 | 「VICTORY」振り付けレッスン        | 06月11日        |      |
| 15 | 「VICTORY」振り付けレッスン        | 06月18日        |      |
| 16 | 「VICTORY」振り付けレッスン        | 06月25日        |      |
| 17 | 「VICTORY」振り付けレッスン        | 08月01日        |      |
| 18 | 「VICTORY」振り付けレッスン        | 08月15日        |      |
| 19 | 「VICTORY」振り付けレッスン        | 08月22日        |      |
| 20 | 「VICTORY」振り付けレッスン        | 08月29日        |      |
| 21 | 「VICTORY」振り付けレッスン        | 09月05日        |      |
| 22 | 「VICTORY」振り付けレッスン        | 09月12日        |      |
| 23 | 「VICTORY」振り付けレッスン        | 09月19日        |      |
| 24 | 観客の前で披露・2期生卒業式        | 09月26日        |      |

- シーズン3

| 回 | 主な内容                               | 初回放送日      | 脚注 |
| -- | -------------------------------------- | --------------- | ---- |
| 1  | 「Choo Choo TRAIN」振り付けレッスン    | 2015年 04月03日 |      |
| 2  | 「Choo Choo TRAIN」振り付けレッスン    | 04月10日        |      |
| 3  | 「Choo Choo TRAIN」振り付けレッスン    | 04月17日        |      |
| 4  | 「Choo Choo TRAIN」振り付けレッスン    | 04月24日        |      |
| 5  | 「Choo Choo TRAIN」振り付けレッスン    | 05月08日        |      |
| 6  | 「Choo Choo TRAIN」振り付けレッスン    | 05月15日        |      |
| 7  | 「Choo Choo TRAIN」振り付けレッスン    | 05月22日        |      |
| 8  | 「Choo Choo TRAIN」振り付けレッスン    | 05月29日        |      |
| 9  | 「Choo Choo TRAIN」振り付けレッスン    | 06月05日        |      |
| 10 | 「Choo Choo TRAIN」振り付けレッスン    | 06月12日        |      |
| 11 | 「Choo Choo TRAIN」振り付けレッスン    | 06月19日        |      |
| 12 | 「Choo Choo TRAIN」振り付けレッスン    | 06月26日        |      |
| 13 | 「Choo Choo TRAIN」振り付けレッスン    | 07月03日        |      |
| 14 | 「Choo Choo TRAIN」振り付けレッスン    | 07月10日        |      |
| 15 | 「Choo Choo TRAIN」振り付けレッスン    | 07月17日        |      |
| 16 | 「BEAUTIFUL NAME」振り付けレッスン     | 07月24日        |      |
| 17 | 「BEAUTIFUL NAME」振り付けレッスン     | 07月31日        |      |
| 18 | 「BEAUTIFUL NAME」振り付けレッスン     | 08月07日        |      |
| 19 | 「BEAUTIFUL NAME」振り付けレッスン     | 08月21日        |      |
| 20 | 「BEAUTIFUL NAME」振り付けレッスン     | 08月28日        |      |
| 21 | 「BEAUTIFUL NAME」振り付けレッスン     | 09月4日         |      |
| 22 | 「BEAUTIFUL NAME」振り付けレッスン     | 09月11日        |      |
| 23 | 「BEAUTIFUL NAME」振り付けレッスン     | 09月18日        |      |
| 24 | 「BEAUTIFUL NAME」振り付けレッスン     | 09月25日        |      |
| 25 | 「BEAUTIFUL NAME」振り付けレッスン     | 10月02日        |      |
| 26 | 「BEAUTIFUL NAME」振り付けレッスン     | 10月09日        |      |
| 27 | 「BEAUTIFUL NAME」振り付けレッスン     | 10月16日        |      |
| 28 | 「BEAUTIFUL NAME」振り付けレッスン     | 10月23日        |      |
| 29 | 「BEAUTIFUL NAME」振り付けレッスン     | 10月30日        |      |
| 30 | 「BEAUTIFUL NAME」振り付けレッスン     | 11月06日        |      |
| 31 | 「BEAUTIFUL NAME」振り付けレッスン     | 11月13日        |      |
| 32 | 「Rising Sun」振り付けレッスン         | 11月20日        |      |
| 33 | 「Rising Sun」振り付けレッスン         | 11月27日        |      |
| 34 | 「Rising Sun」振り付けレッスン         | 12月04日        |      |
| 35 | 「Rising Sun」振り付けレッスン         | 12月11日        |      |
| 36 | 「Rising Sun」振り付けレッスン         | 12月18日        |      |
| 37 | 「Rising Sun」振り付けレッスン         | 12月25日        |      |
| 38 | 「Rising Sun」振り付けレッスン         | 2016年 01月08日 |      |
| 39 | 「Rising Sun」振り付けレッスン         | 001月15日       |      |
| 40 | 「Rising Sun」振り付けレッスン         | 01月22日        |      |
| 41 | 「DREAMERS' PARADISE」振り付けレッスン | 01月29日        |      |
| 42 | 「DREAMERS' PARADISE」振り付けレッスン | 02月05日        |      |
| 43 | 「DREAMERS' PARADISE」振り付けレッスン | 02月12日        |      |
| 44 | 「DREAMERS' PARADISE」振り付けレッスン | 02月19日        |      |
| 45 | 「DREAMERS' PARADISE」振り付けレッスン | 02月26日        |      |
| 46 | 「DREAMERS' PARADISE」振り付けレッスン | 03月04日        |      |
| 47 | 観客の前で披露                         | 03月11日        |      |
| 48 | 観客の前で披露・3期生卒業式            | 03月18日        |      |

- シーズン4

| 回 | 主な内容                                | 初回放送日 | 脚注 |
| -- | --------------------------------------- | ---------- | ---- |
| 1  | 「Ki・mi・ni・mu・chu」振り付けレッスン | 04月08日   |      |
| 2  | 「Ki・mi・ni・mu・chu」振り付けレッスン | 04月15日   |      |
| 3  | 「Ki・mi・ni・mu・chu」振り付けレッスン | 04月22日   |      |
| 4  | 「Ki・mi・ni・mu・chu」振り付けレッスン | 04月29日   |      |
| 5  | 「Ki・mi・ni・mu・chu」振り付けレッスン | 05月06日   |      |
| 6  | 「Ki・mi・ni・mu・chu」振り付けレッスン | 05月13日   |      |
| 7  | 「Ki・mi・ni・mu・chu」振り付けレッスン | 05月20日   |      |
| 8  | 「Ki・mi・ni・mu・chu」振り付けレッスン | 05月27日   |      |

- 派生番組
  - 『EXダンス体操』- 2013年4月28日、5月19日、8月15日「EXILEのダンスエクササイズ」
  - 『Eダンスアカデミー・選』 - 2013年5月3日「ダンスを楽しもう！」
- 放送休止
  - 2013年7月12日・19日の放送については、EXILEメンバーが参議院選挙比例代表（全国区）に出馬中の自民党公認候補者である東京プリンメンバー伊藤ようすけの応援に入ったため休止し、参議院選挙明けに放送が再開された[17]。また、差し替え番組として『テクネ 映像の教室』が放送された。

## スタッフ
- ナレーション - 小野寺一歩、花守ゆみり（特番のみ）
- 技術 - 谷口浩司、嶺岸裕史、豊嶋隆二、秋戸知子、清水貴幸、橋本直明、福島諭、市村未佳
- 撮影 - 吉田光宏、高木宏、根本和彦、忽那達夫、佐藤睦智、黒葛良彦、三好唯之、國安鉄朗、黒葛良彦、鈴木裕高、村上智彦、渡辺善光、加地義明
- 照明 - 丹羽陽子、斉藤知久、中静徹、三浦孝仁、堀口義之、竹内真、深澤雅之、鈴木幸次、久米弘記、川口徹、原直弘、笠原孝道、齋藤信一
- 音声 - 実川素子、中井レイ、佐藤陽介、竹沢大輔、國安鉄朗、吉井歩、垣内章宏、小野澤勇介、柳谷智章
- 映像 - 山岸敏郎、小川正一郎、堀雅樹、三塚和幸、宮﨑義則、森千重、山内伸二、石川秋男、金子力、板倉孝太、内村友海、松本健、福元隆行、高柳紘平、山中孝夫
- 音響効果 - 新居亮佑、川口真平、浦真一郎、五十嵐浩暢
- 編集 - 竹原孝尚、本間孝浦、菅原将士
- 美術、デザイン - 山口高志
- 制作統括 - 佐渡岳利、中村貴志、小池明久、大西健太郎、大久保寿一
- 演出 - 大久保寿一、吉田貴之、今井章人、鎌野瑞穂、福本悠、大石健、下村泰之、有馬美帆、高良航、木下なつみ、河原井雄樹、五島大督、河合伸郎
- 制作 - NHKエンタープライズ
- 制作協力 - CRAZY TV
- 制作・著作 - NHK

## 関連商品

### 書籍
- NHKテレビ Eダンスアカデミー 2013年10月-12月（2013年10月11日、NHK出版）ISBN 978-4144071935
- NHKテレビ Eダンスアカデミー 2014年1月-3月（2013年12月24日、NHK出版）ISBN 978-4144071959

### CD・DVD
- EXダンス体操（2014年8月6日、rhythm zone）[18]